# 白罗斯 (政党)
白俄羅斯黨「白羅斯」，简称白罗斯，又译別拉雅罗斯，是白俄罗斯的一个政党，目前它是白俄罗斯议会第一大党。2007年11月17日，它作为公共协会成立，取名为共和国公共协会“白罗斯”，目的是支持白俄罗斯总统亚历山大·卢卡申科。
该组织模仿全俄人民阵线的模式运作，除了对卢卡申科的绝对支持外，没有实际的意识形态。自成立以来，该组织经常表示他们已准备好成为一个政党，而其支持的卢卡申科对此既未明确反对也未表示支持。2007年—2018年，前白俄罗斯教育部长亚历山大·拉德科夫担任该组织的主席，该组织拥有超过18万名成员。2023年3月18日，该组织正式改组为政党，并改用现名。它是政党和公共协会首脑共和国协调委员会的成员。